# Sovrani di Boemia
Le Terre della Corona Boema (in ceco Země koruny české; in latino Corona regni Bohemiae: Boemia, Moravia, Slesia, Lusazia) furono governate da duchi (c.870-1085, 1092-1158 e 1172-1198) e re (1085-1092, 1158-1172 e 1198-1918).

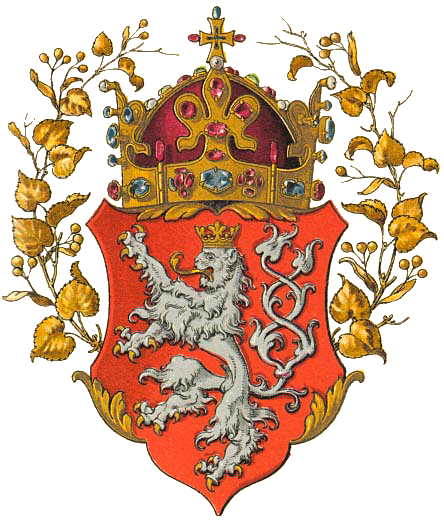
Stemma della Boemia

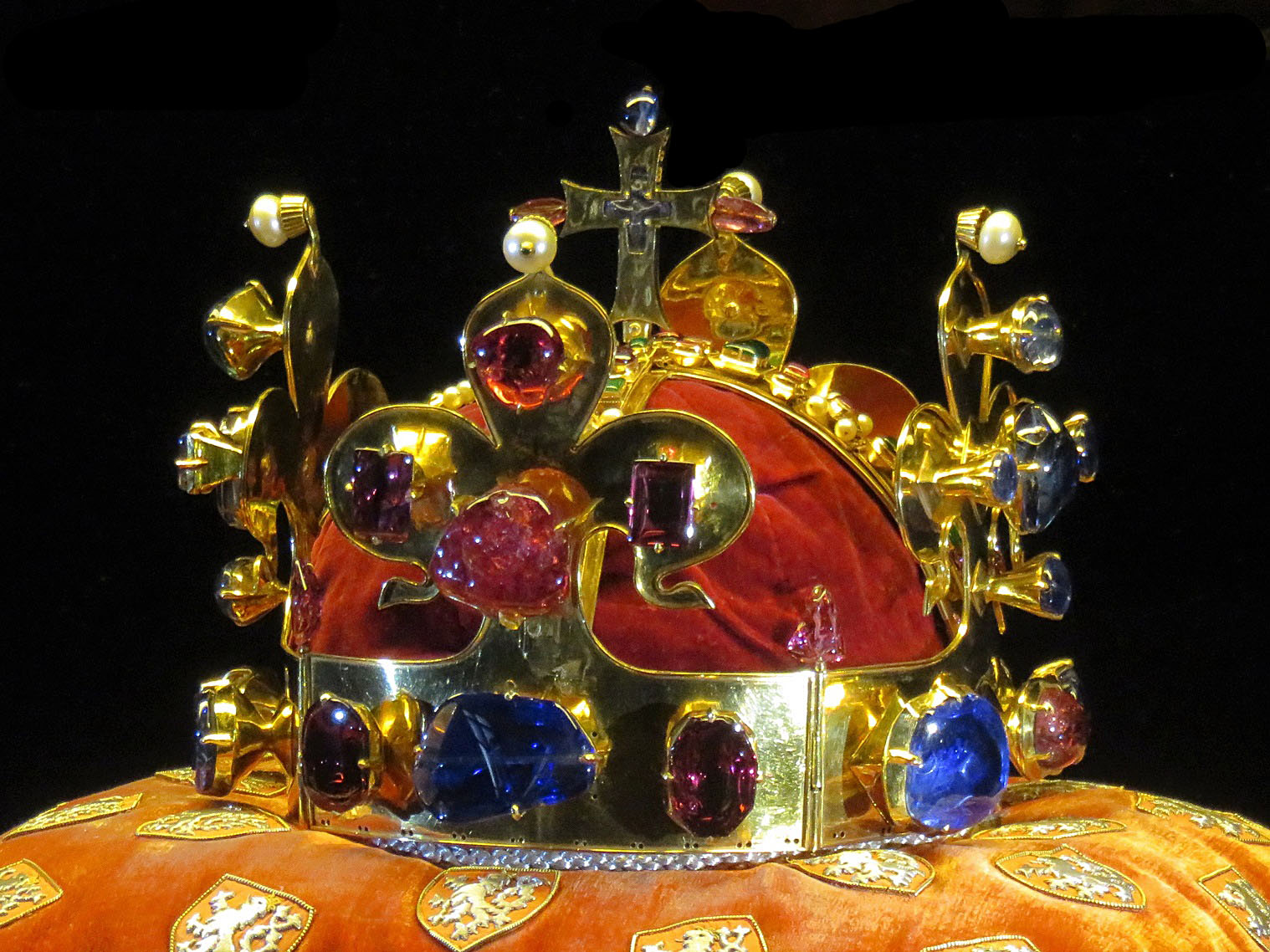
La Corona di San Venceslao, con cui venivano incoronati i re di Boemia dal 1346, oggi custodita nella Cattedrale di Praga

## Sovrani leggendari
- Marobud - governatore nel II secolo d.C.
- Čech (Boemo) - governatore leggendario
- Krok - governatore leggendario
- Samo - governatore storicamente accertato, VII secolo
- Libuše - probabilmente realmente esistita, duchessa
- Přemysl l'Aratore, marito di Libuše
- Nezamysl
- Mnata
- Vojen (Vogen)
- Uneslao
- Crezamisl
- Neklan
- Hostivít (Goztovit)
- Witizla - ca 850 d.C.

## Duchi

### Přemyslidi
| Nome                  | Ritratto | Data di nascita | Regno            | Regno            | Matrimoni                                                              | Note e titoli                                                               |
| Nome                  | Ritratto | Data di nascita | Inizio           | Fine             | Matrimoni                                                              | Note e titoli                                                               |
| --------------------- | -------- | --------------- | ---------------- | ---------------- | ---------------------------------------------------------------------- | --------------------------------------------------------------------------- |
| Bořivoj I             |          | ca. 852         | ca. 870          | ca. 889          | Ludmilla di Boemia due figli                                           | Primo sovrano di Boemia storicamente documentato.                           |
| Spytihněv I           |          | ca. 875         | ca. 894          | 915              |                                                                        | Figlio di Bořivoj I.                                                        |
| Vratislao I           |          | ca. 888         | 915              | 13 febbraio 921  | Dragomira di Stodor due figli e quattro figlie                         | Figlio di Bořivoj I.                                                        |
| Venceslao I il Santo  |          | ca. 907         | 13 febbraio 921  | 28 settembre 935 |                                                                        | Figlio di Vratislao I, artefice di una poderosa opera di cristianizzazione. |
| Boleslao I il Crudele |          | ca. 907         | 28 settembre 935 | 15 luglio 972    | Biagota due figli e due figlie                                         | Fratello di Venceslao I e mandante del suo assassinio.                      |
| Boleslao II il Pio    |          | ca. 930         | 15 luglio 972    | 7 febbraio 999   | (1) Adiva d'Inghilterra quattro figli (2) Emma di Mělník nessun figlio | Figlio di Boleslao I.                                                       |
| Boleslao III il Rosso |          | ca. 965         | 7 febbraio 999   | 1002             | Predslava di Kiev una figlia                                           | Figlio di Boleslao II, perse il trono nel 1002.                             |

### Piast
| Nome              | Ritratto | Data di nascita | Regno  | Regno | Matrimoni | Note e titoli |
| Nome              | Ritratto | Data di nascita | Inizio | Fine  | Matrimoni | Note e titoli |
| Clodoveo/Vladivoj |          | ca. 981         | 1002   | 1003  |           | Cugino di Boleslao III, della stirpe dei Piast. Egli era figlio di Miezsko I e Oda, quindi fratellastro di Boleslao I di Polonia. |
| ----------------- | -------- | --------------- | ------ | ----- | --------- | --- |

### Přemyslidi
| Nome                  | Ritratto | Data di nascita   | Regno  | Regno | Matrimoni                    | Note e titoli                                             |
| Nome                  | Ritratto | Data di nascita   | Inizio | Fine  | Matrimoni                    | Note e titoli                                             |
| --------------------- | -------- | ----------------- | ------ | ----- | ---------------------------- | --------------------------------------------------------- |
| Boleslao III il Rosso |          | ca. 965           | 1003   | 1003  | Predslava di Kiev una figlia | Riconquistò il trono nel 1003 ma venne deposto poco dopo. |
| Jaromír               |          | Fine del X secolo | 1003   | 1003  |                              | Fratello di Boleslao III, ne contestò il trono.           |

### Piast
| Nome        | Ritratto | Data di nascita | Regno  | Regno | Matrimoni | Note e titoli                                                                            |
| Nome        | Ritratto | Data di nascita | Inizio | Fine  | Matrimoni | Note e titoli                                                                            |
| ----------- | -------- | --------------- | ------ | ----- | --- | ---------------------------------------------------------------------------------------- |
| Boleslao IV |          | 967             | 1003   | 1004  | (1) Hunilda di Meissen nessun figlio (2) Giuditta d'Ungheria un figlio (3) Emnilda di Lusazia due figli e due figlie (4) Oda di Meissen una figlia | Già re di Polonia, si proclamò duca di Boemia nel 1003 ma venne spodestato un anno dopo. |

### Přemyslidi
| Nome                 | Ritratto | Data di nascita   | Regno             | Regno             | Matrimoni | Note e titoli                                                                     |
| Nome                 | Ritratto | Data di nascita   | Inizio            | Fine              | Matrimoni | Note e titoli                                                                     |
| -------------------- | -------- | ----------------- | ----------------- | ----------------- | --- | --------------------------------------------------------------------------------- |
| Jaromír              |          | Fine del X secolo | 1004              | 1012              | | Fratello di Boleslao III, restaurato sul trono.                                   |
| Ulrico/Oldřich       |          | ca. 975           | 1012              | 1033              | (1) Sconosciuta nobildonna nessun figlio (2) Božena un figlio                                                            | Fratello di Iaromir.                                                              |
| Jaromír              |          | Fine del X secolo | 1033              | 1034              | | Spodestò il fratello dal trono.                                                   |
| Ulrico/Oldřich       |          | ca. 975           | 1034              | 9 novembre 1034   | (1) Sconosciuta nobildonna nessun figlio (2) Božena un figlio                                                            | Spodestò il fratello dal trono.                                                   |
| Bretislao I          |          | ca. 1002          | 1035              | 10 gennaio 1055   | Giuditta di Schweinfurt quattro figli                                                                                    | Figlio di Olderico.                                                               |
| Spytihněv II         |          | 1031              | 10 gennaio 1055   | 28 gennaio 1061   | Ida di Wettin un figlio                                                                                                  | Figlio di Bretislao I.                                                            |
| Vratislao II         |          | XI secolo         | 28 gennaio 1061   | 14 gennaio 1092   | (1) Maria nessun figlio (2) Adelaide d'Ungheria due figli e una figlia (3) Świętosława di Polonia tre figli e una figlia | Figlio di Bretislao I, re di Boemia dal 1085 a titolo onorifico e non ereditario. |
| Corrado I            |          | XI secolo         | 14 gennaio 1092   | 6 settembre 1092  | Wilburga di Tengling due figli                                                                                           | Fratello di Vratislao II.                                                         |
| Bretislao II         |          | ca. 1060          | 6 settembre 1092  | 22 dicembre 1100  | Luitgarda di Bogen un figlio                                                                                             | Figlio di Vratislao II.                                                           |
| Bořivoj II           |          | ca. 1064          | 22 dicembre 1100  | maggio 1107       | Gerberga d'Austria due figli                                                                                             | Fratello di Bretislao II.                                                         |
| Svatopluk            |          | ca. 1075          | maggio 1107       | 21 settembre 1109 | Sconosciuta nobildonna un figlio                                                                                         | Cugino di Bořivoj II.                                                             |
| Vladislao I          |          | ca. 1065          | 21 settembre 1109 | dicembre 1117     | Richeza di Berg tre figli e una figlia                                                                                   | Fratello di Bořivoj II.                                                           |
| Bořivoj II           |          | ca. 1064          | dicembre 1117     | 16 agosto 1120    | Gerberga d'Austria due figli                                                                                             | Seconda reggenza.                                                                 |
| Vladislao I          |          | ca. 1065          | 16 agosto 1120    | 12 aprile 1125    | Richeza di Berg tre figli e una figlia                                                                                   | Seconda reggenza.                                                                 |
| Sobeslao I           |          | ca. 1075          | 12 aprile 1125    | 14 febbraio 1140  | Adelaide d'Ungheria quattro figli e una figlia                                                                           | Fratello di Vladislao I.                                                          |
| Vladislao II         |          | ca. 1110          | 14 febbraio 1140  | 1172              | (1) Gertrude di Babenberg tre figli e due figlie (2) Giuditta di Turingia due figli e una figlia                         | Nipote di Sobeslao I, re di Boemia dal 1158 a titolo onorifico e non ereditario.  |
| Federico             |          | ca. 1142          | 1172              | settembre 1173    | Elisabetta d'Ungheria un figlio e cinque figlie                                                                          | Figlio di Vladislao I.                                                            |
| Sobeslao II          |          | ca. 1128          | settembre 1173    | 1178              | Elisabetta di Polonia nessun figlio                                                                                      | Cugino di secondo grado di Federico.                                              |
| Federico             |          | ca. 1142          | 1178              | 25 marzo 1189     | Elisabetta d'Ungheria un figlio e cinque figlie                                                                          | Seconda reggenza.                                                                 |
| Corrado II           |          | ca. 1136          | 25 marzo 1189     | 9 settembre 1191  | Hellicha di Wittelsbach nessun figlio                                                                                    | Discendente di Corrado I.                                                         |
| Venceslao II         |          | 1137              | 9 settembre 1191  | 1192              | | Fratello di Sobeslao II.                                                          |
| Ottocaro I           |          | 1155              | 1192              | 1193              | (1) Adelaide di Meissen un figlio e tre figlie (2) Costanza d'Ungheria quattro figli e cinque figlie                     | Figlio di Vladislao II.                                                           |
| Enrico Bratislao III |          | XII secolo        | 1193              | 15 giugno 1197    | | Cugino di Ottocaro I.                                                             |
| Vladislao III Enrico |          | ca. 1160          | 15 giugno 1197    | 6 dicembre 1197   | Edvige nessun figlio | Fratello di Ottocaro I.                                                           |
| Ottocaro I           |          | 1155              | 6 dicembre 1197   | 1198              | (1) Adelaide di Meissen un figlio e tre figlie (2) Costanza d'Ungheria quattro figli e cinque figlie                     | Autoproclamatosi re di Boemia nel 1198 a titolo ereditario.                       |

## Re

### Přemyslidi (1198-1306)
| Nome          | Ritratto | Data di nascita   | Regno             | Regno             | Matrimoni                                                                                            | Note e titoli |
| Nome          | Ritratto | Data di nascita   | Inizio            | Fine              | Matrimoni                                                                                            | Note e titoli |
| ------------- | -------- | ----------------- | ----------------- | ----------------- | --- | --- |
| Ottocaro I    |          | 1155              | 1198              | 12 dicembre 1230  | (1) Adelaide di Meissen un figlio e tre figlie (2) Costanza d'Ungheria quattro figli e cinque figlie | Titolo regio confermato nel 1212 dall'imperatore Federico II di Svevia attraverso l'emissione della Bolla d'Oro di Sicilia. |
| Venceslao I   |          | 1205              | 12 dicembre 1230  | 23 settembre 1253 | Cunegonda di Svevia un figlio e tre figlie                                                           | Figlio di Ottocaro I. |
| Ottocaro II   |          | 1230              | 23 settembre 1253 | 26 agosto 1278    | (1) Margherita di Babenberg nessun figlio (2) Cunegonda di Slavonia due figli e due figlie           | Figlio di Venceslao I. Duca d'Austria                                                                                       |
| Venceslao II  |          | 27 settembre 1271 | 26 agosto 1278    | 21 giugno 1305    | (1) Guta d'Asburgo quattro figli e sei figlie (2) Elisabetta Richeza di Polonia una figlia           | Figlio di Ottocaro II. Duca di Cracovia Re di Polonia                                                                       |
| Venceslao III |          | 6 ottobre 1289    | 21 giugno 1305    | 4 agosto 1306     | Viola di Teschen nessun figlio                                                                       | Figlio di Venceslao II ed ultimo esponente maschio della dinastia dei Přemyslidi. Re d'Ungheria Re di Polonia               |

### Interregno (disputa tra Mainardini e Asburgo) (1306-1310)
| Nome      | Ritratto | Data di nascita | Regno  | Regno         | Matrimoni                                                                                                  | Note e titoli |
| Nome      | Ritratto | Data di nascita | Inizio | Fine          | Matrimoni                                                                                                  | Note e titoli |
| --------- | -------- | --------------- | ------ | ------------- | --- | --- |
| Enrico I  |          | 1265            | 1306   | 1306          | (1) Anna di Boemia nessun figlio (2) Adelaide di Brunswick due figlie (3) Beatrice di Savoia nessun figlio | Dopo l'assassinio di Venceslao III re di Boemia e Polonia, Enrico, che aveva sposato la sorella di Venceslao, viene eletto re di Boemia e Polonia |
| Rodolfo I |          | 1282            | 1306   | 4 luglio 1307 | (1) Bianca di Francia una figlia (2) Elisabetta Richeza di Polonia nessun figlio                           | Facendosi risposare con vedova di Venceslao II di Boemia, diventa pretendente al trono di Boemia, occupando Praga nel 1306, si ammala di dissenteria e muore nel 1307 mentre si preparava a fronteggiare la ribellione di alcuni nobili cechi, fedeli a Enrico. |
| Enrico I  |          | 1265            | 1307   | 1310          | (1) Anna di Boemia nessun figlio (2) Adelaide di Brunswick due figlie (3) Beatrice di Savoia nessun figlio | Nel 1310, Giovanni, il figlio dell'allora imperatore del Sacro Romano Impero Enrico VII, appartenente alla famiglia dei Lussemburgo, occupa la Boemia. |

### Lussemburgo (1310-1420)
| Nome                | Ritratto | Data di nascita  | Regno            | Regno            | Matrimoni | Note e titoli |
| Nome                | Ritratto | Data di nascita  | Inizio           | Fine             | Matrimoni | Note e titoli |
| ------------------- | -------- | ---------------- | ---------------- | ---------------- | --- | --- |
| Giovanni I il Cieco |          | 12 agosto 1296   | 3 dicembre 1310  | 26 agosto 1346   | (1) Elisabetta di Boemia tre figli e quattro figlie (2) Beatrice di Borbone un figlio                                                                                          | Genero di Venceslao II. |
| Carlo I             |          | 14 maggio 1316   | 26 agosto 1346   | 29 novembre 1378 | (1) Bianca di Valois un figlio e due figlie (2) Anna di Baviera un figlio (3) Anna di Świdnica-Jawor due figli e una figlia (4) Elisabetta di Pomerania tre figli e due figlie | Figlio di Giovanni I. Imperatore del Sacro Romano Impero Re dei Romani Re d'Italia come Carlo IV                                                              |
| Venceslao IV        |          | 26 febbraio 1361 | 29 novembre 1378 | 16 agosto 1419   | (1) Giovanna di Baviera nessun figlio (2) Sofia di Baviera nessun figlio | Figlio di Carlo I. Re dei Romani |
| Sigismondo          |          | 15 febbraio 1368 | 16 agosto 1419   | ottobre 1420     | (1) Maria d'Ungheria nessun figlio (2) Barbara di Cilli una figlia | Fratello di Venceslao IV, perse il territorio boemo a causa della rivolta hussita. Imperatore del Sacro Romano Impero Re dei Romani Re d'Ungheria Re d'Italia |

### Lussemburgo (1436-1437)
| Nome       | Ritratto | Data di nascita  | Regno  | Regno           | Matrimoni                                                          | Note e titoli |
| Nome       | Ritratto | Data di nascita  | Inizio | Fine            | Matrimoni                                                          | Note e titoli |
| ---------- | -------- | ---------------- | ------ | --------------- | ------------------------------------------------------------------ | --- |
| Sigismondo |          | 15 febbraio 1368 | 1436   | 9 dicembre 1437 | (1) Maria d'Ungheria nessun figlio (2) Barbara di Cilli una figlia | Ufficialmente riconosciuto come re di Boemia al termine delle guerre hussite. Imperatore del Sacro Romano Impero Re dei Romani Re d'Ungheria Re d'Italia |

### Asburgo (1438-1439)
| Nome    | Ritratto | Data di nascita | Regno       | Regno           | Matrimoni                                        | Note e titoli                                                    |
| Nome    | Ritratto | Data di nascita | Inizio      | Fine            | Matrimoni                                        | Note e titoli                                                    |
| ------- | -------- | --------------- | ----------- | --------------- | ------------------------------------------------ | ---------------------------------------------------------------- |
| Alberto |          | 16 agosto 1397  | giugno 1438 | 27 ottobre 1439 | Elisabetta di Lussemburgo due figli e due figlie | Genero di Sigismondo. Re dei Romani Re d'Ungheria Duca d'Austria |

### Asburgo (1453-1457)
| Nome                  | Ritratto | Data di nascita  | Regno           | Regno            | Matrimoni | Note e titoli                                   |
| Nome                  | Ritratto | Data di nascita  | Inizio          | Fine             | Matrimoni | Note e titoli                                   |
| --------------------- | -------- | ---------------- | --------------- | ---------------- | --------- | ----------------------------------------------- |
| Ladislao I il Postumo |          | 22 febbraio 1440 | 28 ottobre 1453 | 23 novembre 1457 |           | Figlio di Alberto. Re d'Ungheria Duca d'Austria |

### Poděbrady (1458-1471)
| Nome                 | Ritratto | Data di nascita | Regno        | Regno         | Matrimoni                                                                                         | Note e titoli                                      |
| Nome                 | Ritratto | Data di nascita | Inizio       | Fine          | Matrimoni                                                                                         | Note e titoli                                      |
| -------------------- | -------- | --------------- | ------------ | ------------- | ------------------------------------------------------------------------------------------------- | -------------------------------------------------- |
| Giorgio di Poděbrady |          | 6 aprile 1420   | 2 marzo 1458 | 22 marzo 1471 | (1) Cunegonda di Sternberg tre figli e tre figlie (2) Giovanna di Rožmitál tre figli e una figlia | Eletto re dalla nobiltà dopo la morte di Ladislao. |

Dal 1496 al 1490, Mattia Corvino re d'Ungheria contestò il titolo reale a Giorgio di Poděbrady governando come "anti-re di Boemia". Il suo dominio si limitò ai territori di Moravia, Slesia e Lusazia.

### Jagelloni (1471-1526)
| Nome        | Ritratto | Data di nascita | Regno          | Regno          | Matrimoni | Note e titoli                                                  |
| Nome        | Ritratto | Data di nascita | Inizio         | Fine           | Matrimoni | Note e titoli                                                  |
| ----------- | -------- | --------------- | -------------- | -------------- | --- | -------------------------------------------------------------- |
| Ladislao II |          | 1º marzo 1456   | 27 maggio 1471 | 13 marzo 1516  | (1) Barbara di Brandeburgo nessun figlio (2) Beatrice d'Aragona nessun figlio (3) Anna di Foix-Candale un figlio e una figlia | Nipote di Ladislao il Postumo. Re d'Ungheria come Vladislao II |
| Luigi       |          | 1º luglio 1506  | 13 marzo 1516  | 29 luglio 1526 | Maria d'Asburgo nessun figlio                                                                                                 | Figlio di Ladislao II. Re d'Ungheria come Luigi II             |

### Asburgo (1526-1619)
| Nome          | Ritratto | Data di nascita  | Regno             | Regno             | Matrimoni                                                                               | Note e titoli |
| Nome          | Ritratto | Data di nascita  | Inizio            | Fine              | Matrimoni                                                                               | Note e titoli |
| ------------- | -------- | ---------------- | ----------------- | ----------------- | --------------------------------------------------------------------------------------- | --- |
| Ferdinando I  |          | 10 marzo 1503    | 17 dicembre 1526  | 20 settembre 1562 | Anna di Boemia ed Ungheria quattro figli e undici figlie                                | Cognato di Luigi. Imperatore del Sacro Romano Impero Re d'Ungheria Arciduca d'Austria                                                                                 |
| Massimiliano  |          | 31 luglio 1527   | 20 settembre 1562 | 12 ottobre 1576   | Maria di Spagna nove figli e sei figlie                                                 | Figlio di Ferdinando I. Imperatore del Sacro Romano Impero Re d'Ungheria Arciduca d'Austria                                                                           |
| Rodolfo II    |          | 18 luglio 1552   | 12 ottobre 1576   | 23 maggio 1611    |                                                                                         | Figlio di Massimiliano. Imperatore del Sacro Romano Impero Re d'Ungheria Arciduca d'Austria                                                                           |
| Mattia        |          | 24 febbraio 1557 | 23 maggio 1611    | 20 maggio 1619    | Anna d'Austria nessun figlio                                                            | Fratello di Rodolfo II. Imperatore del Sacro Romano Impero Re d'Ungheria Arciduca d'Austria                                                                           |
| Ferdinando II |          | 9 settembre 1578 | 20 maggio 1617    | 26 agosto 1619    | (1) Maria Anna di Baviera quattro figli e tre figlie (2) Eleonora Gonzaga nessun figlio | Cugino di Mattia II. Imperatore del Sacro Romano Impero Re d'Ungheria Arciduca d'Austria Dichiarato decaduto dal titolo di sovrano dagli Stati Generali della Boemia. |

### Wittelsbach (1619-1620)
| Nome       | Ritratto | Data di nascita | Regno          | Regno           | Matrimoni                                    | Note e titoli |
| Nome       | Ritratto | Data di nascita | Inizio         | Fine            | Matrimoni                                    | Note e titoli |
| ---------- | -------- | --------------- | -------------- | --------------- | -------------------------------------------- | --- |
| Federico I |          | 26 agosto 1596  | 26 agosto 1619 | 8 novembre 1620 | Elisabetta Stuart otto figli e cinque figlie | Elettore palatino. Fu proclamato Re di Boemia in opposizione a Ferdinando II d'Asburgo. Perse il trono dopo la sconfitta subita nella battaglia della Montagna Bianca |

### Asburgo (1620-1741)
| Nome           | Ritratto | Data di nascita  | Regno            | Regno            | Matrimoni | Note e titoli |
| Nome           | Ritratto | Data di nascita  | Inizio           | Fine             | Matrimoni | Note e titoli |
| -------------- | -------- | ---------------- | ---------------- | ---------------- | --- | --- |
| Ferdinando II  |          | 9 settembre 1578 | 8 novembre 1620  | 15 febbraio 1637 | (1) Maria Anna di Baviera quattro figli e tre figlie (2) Eleonora Gonzaga nessun figlio                                                                       | Imperatore del Sacro Romano Impero Re d'Ungheria Arciduca d'Austria Ufficialmente reinsediato come Re di Boemia dopo la battaglia della Montagna Bianca. |
| Ferdinando III |          | 16 luglio 1608   | 15 febbraio 1637 | 2 aprile 1657    | (1) Maria Anna di Spagna quattro figli e due figlie (2) Maria Leopoldina d'Austria un figlio (3) Eleonora di Gonzaga-Nevers un figlio e tre figlie            | Figlio di Ferdinando II. Imperatore del Sacro Romano Impero Re d'Ungheria Arciduca d'Austria                                                             |
| Ferdinando IV  |          | 8 settembre 1633 | 5 agosto 1646    | 9 luglio 1654    | | Figlio di Ferdinando III, regnò congiuntamente al padre. Re dei Romani Re d'Ungheria                                                                     |
| Leopoldo I     |          | 9 giugno 1640    | 2 aprile 1657    | 5 maggio 1705    | (1) Margherita Teresa di Spagna due figli e due figlie (2) Claudia Felicita d'Austria due figlie (3) Eleonora del Palatinato-Neuburg tre figli e sette figlie | Figlio di Ferdinando III. Imperatore del Sacro Romano Impero Re d'Ungheria Arciduca d'Austria                                                            |
| Giuseppe I     |          | 26 luglio 1678   | 5 maggio 1705    | 17 aprile 1711   | Guglielmina Amalia di Brunswick-Lüneburg un figlio e due figlie                                                                                               | Figlio di Leopoldo I. Imperatore del Sacro Romano Impero Re d'Ungheria Arciduca d'Austria                                                                |
| Carlo II       |          | 1º ottobre 1685  | 17 aprile 1711   | 20 ottobre 1740  | Elisabetta Cristina di Brunswick-Wolfenbüttel un figlio e tre figlie                                                                                          | Figlio di Leopoldo I. Imperatore del Sacro Romano Impero Re d'Ungheria Arciduca d'Austria                                                                |
| Maria Teresa   |          | 13 maggio 1717   | 20 ottobre 1740  | 19 dicembre 1741 | Francesco I di Lorena cinque figli e undici figlie | Figlia di Carlo II. Re d'Ungheria Arciduchessa d'Austria Dichiarata decaduta a seguito della caduta di Praga durante la guerra di successione austriaca. |

### Wittelsbach (1741-1743)
| Nome              | Ritratto | Data di nascita | Regno            | Regno          | Matrimoni                                        | Note e titoli |
| Nome              | Ritratto | Data di nascita | Inizio           | Fine           | Matrimoni                                        | Note e titoli |
| ----------------- | -------- | --------------- | ---------------- | -------------- | ------------------------------------------------ | --- |
| Carlo III Alberto |          | 6 agosto 1697   | 19 dicembre 1741 | 12 maggio 1743 | Maria Amalia d'Austria due figli e cinque figlie | Elettore di Baviera come Carlo I Imperatore del Sacro Romano Impero come Carlo VII Genero di Giuseppe I, fu proclamato Re di Boemia in opposizione a Maria Teresa d'Asburgo. Perse il trono dopo al termine della prima guerra di Slesia |

### Asburgo (1743-1780)
| Nome         | Ritratto | Data di nascita | Regno          | Regno            | Matrimoni                                          | Note e titoli |
| Nome         | Ritratto | Data di nascita | Inizio         | Fine             | Matrimoni                                          | Note e titoli |
| ------------ | -------- | --------------- | -------------- | ---------------- | -------------------------------------------------- | --- |
| Maria Teresa |          | 13 maggio 1717  | 12 maggio 1743 | 29 novembre 1780 | Francesco I di Lorena cinque figli e undici figlie | Imperatrice del Sacro Romano Impero Re d'Ungheria Arciduchessa d'Austria Ufficialmente riconosciuta come regina di Boemia al termine prima guerra di Slesia. |

### Asburgo-Lorena (1780-1918)
| Nome               | Ritratto | Data di nascita  | Regno            | Regno            | Matrimoni | Note e titoli                                                                                |
| Nome               | Ritratto | Data di nascita  | Inizio           | Fine             | Matrimoni | Note e titoli                                                                                |
| ------------------ | -------- | ---------------- | ---------------- | ---------------- | --- | -------------------------------------------------------------------------------------------- |
| Giuseppe II        |          | 13 marzo 1741    | 29 novembre 1780 | 20 febbraio 1790 | (1) Maria Isabella di Parma due figlie (2) Maria Giuseppa di Baviera nessun figlio | Figlio di Maria Teresa. Imperatore del Sacro Romano Impero Re d'Ungheria Arciduca d'Austria  |
| Leopoldo II        |          | 5 maggio 1747    | 20 febbraio 1790 | 1º marzo 1792    | Maria Luisa di Spagna dodici figli e quattro figlie | Fratello di Giuseppe II. Imperatore del Sacro Romano Impero Re d'Ungheria Arciduca d'Austria |
| Francesco I        |          | 12 febbraio 1768 | 1º marzo 1792    | 2 marzo 1835     | (1) Elisabetta Guglielmina di Württemberg una figlia (2) Maria Teresa di Napoli e Sicilia tre figli e otto figlie (3) Maria Ludovica d'Austria-Este nessun figlio (4) Carolina Augusta di Baviera nessun figlio | Figlio di Leopoldo II. Imperatore del Sacro Romano Impero Imperatore d'Austria Re d'Ungheria |
| Ferdinando V       |          | 19 aprile 1793   | 2 marzo 1835     | 2 dicembre 1848  | Maria Anna di Savoia nessun figlio | Figlio di Francesco I. Imperatore d'Austria Re d'Ungheria                                    |
| Francesco Giuseppe |          | 18 agosto 1830   | 2 dicembre 1848  | 21 novembre 1916 | Elisabetta di Baviera un figlio e tre figlie | Nipote di Ferdinando V. Imperatore d'Austria Re d'Ungheria                                   |
| Carlo III          |          | 17 agosto 1887   | 21 novembre 1916 | 12 novembre 1918 | Zita di Parma cinque figli e tre figlie | Pronipote di Francesco Giuseppe. Imperatore d'Austria Re d'Ungheria                          |